# Chobot (Petite-Pologne)
Pour les articles homonymes, voir Chobot.
Chobot est une localité polonaise de la gmina de Niepołomice, située dans le powiat de Wieliczka en voïvodie de Petite-Pologne.